# Арнштајн (Саксонија-Анхалт)
Арнштајн (њем. Arnstein) град је у њемачкој савезној држави Саксонија-Анхалт. Једно је од 22 општинска средишта округа Мансфелд-Сидхарц. Посједује регионалну шифру (AGS) 15087031.

## Географски и демографски подаци
Површина општине износи 103,4 km². У самом граду је, према процјени из 2010. године, живјело 6.067 становника. Просјечна густина становништва износи 59 становника/km².